# Colegio San José (Curepipe)
El Colegio de San José (en inglés: St. Joseph's College) es un centro educativo localizado en Curepipe, Mauricio se trata de una institución católica de formación secundaria y para varones que cuenta con fondos públicos. Fundada en 1877 por los Hermanos de las Escuelas Cristianas, la administración fue trasferida a la diócesis de Port Louis en 1985. El centro ha estado proporcionando educación gratuita desde el año 1977 con una variedad de formas y opciones. La escuela es parte de las instituciones de élite en Mauricio. 